# Nový Život
 Nový Život (în maghiară Illésháza, pronunție maghiară:[ˈilleːʃhaːzɒ]) este un sat și comună în districtul Dunajska Streda din regiunea Trnava, aflată în sud-vestul Slovaciei.

## Sate componente
| În slovacă  | În maghiară |
| ----------- | ----------- |
| Nový Život  | Illésháza   |
| Vojtechovce | Bélvata     |
| Tonkovce    | Tonkháza    |
| Malý Mager  | Kismagyar   |

## Geografie
Comuna se află la o altitudine de 121 de metri și acoperă o suprafață de 22,484 km2.

## Istoric
În secolul al IX-lea, teritoriul comunei Novy Život a devenit parte a Regatului Ungariei. Zona în care se află satul a fost menționată pentru prima dată în 1238, sub numele maghiar Altolutoljafeuld (literal: ultimul teren de pe cealaltă parte), în timp ce forma cea mai veche a numelui său a fost consemnată ca Elyasvata în 1353.
Zonele rurale exterioare păstrează numele satelor de odinioară care au dispărut de-a lungul secolelor. Szerhásháza, menționat în 1464 ca Esterháza, a fost vechea moșie a familiei Esterházy, în timp ce Salamon a aparținut familiei nobiliare maghiare Illésházy. Numele Szentpéterföldje (Pământul Sf. Petru) arată că un timp satul a avut o biserică dedicată Sfântului Petru.
Până la sfârșitul Primului Război Mondial, a fost parte a Ungariei și a fost inclusă în districtul Somorja din comitatul Pojon. După ce armata austro-ungară s-a dezintegrat în noiembrie 1918, trupele cehoslovace au ocupat zona. După Tratatul de la Trianon din 1920, satul a devenit oficial parte a noului stat Cehoslovacia. În noiembrie 1938, Primul dictat de la Viena a acordat această regiune Ungariei și a fost administrată de Ungaria până în 1945. După ocupația sovietică din 1945, administrația cehoslovacă a revenit și satul a redevenit oficial parte a Cehoslovaciei în 1947. Numele actual al localității înseamnă „Viața nouă” și i-a fost dat de către autoritățile comuniste în anul 1960, când cele patru sate componente au fost unificate pentru a forma actuala comună. Numele slovac al satului Illésháza a fost anterior Eliášovce.

## Demografie
| An:                | 1994 | 2004   | 2014   | 2024   |
| ------------------ | ---- | ------ | ------ | ------ |
| Număr de persoane: | 1953 | 2141   | 2237   | 2302   |
| Diferență:         |      | +9,62% | +4,48% | +2,90% |

| An:                | 2023 | 2024   |
| ------------------ | ---- | ------ |
| Număr de persoane: | 2295 | 2302   |
| Diferență:         |      | +0,30% |

În 1910 satul avea 571 locuitori, în cea mai mare parte de etnie maghiară. La recensământul din 2001 au fost înregistrați 2.048 locuitori, în timp ce estimarea Oficiului Național de Statistică de la sfârșitul anului 2008 a evidențiat o populație la 2.212 locuitori. În anul 2001 85,25% din populație era de etnie maghiară, în timp ce 11,82% era de etnie slovacă. Religia majoritară a satului este romano-catolicismul, având 93,21% din totalul populației.